# Афонская улица
Афо́нская улица —  улица в Приморском районе Санкт-Петербурга. Меридиональная магистраль в исторических районах Коломяги и Озерки. Проходит от улицы Аккуратова до стыка Афанасьевской и Большой Десятинной улиц. Северо-западнее их переходит в Десятинный переулок.

## История

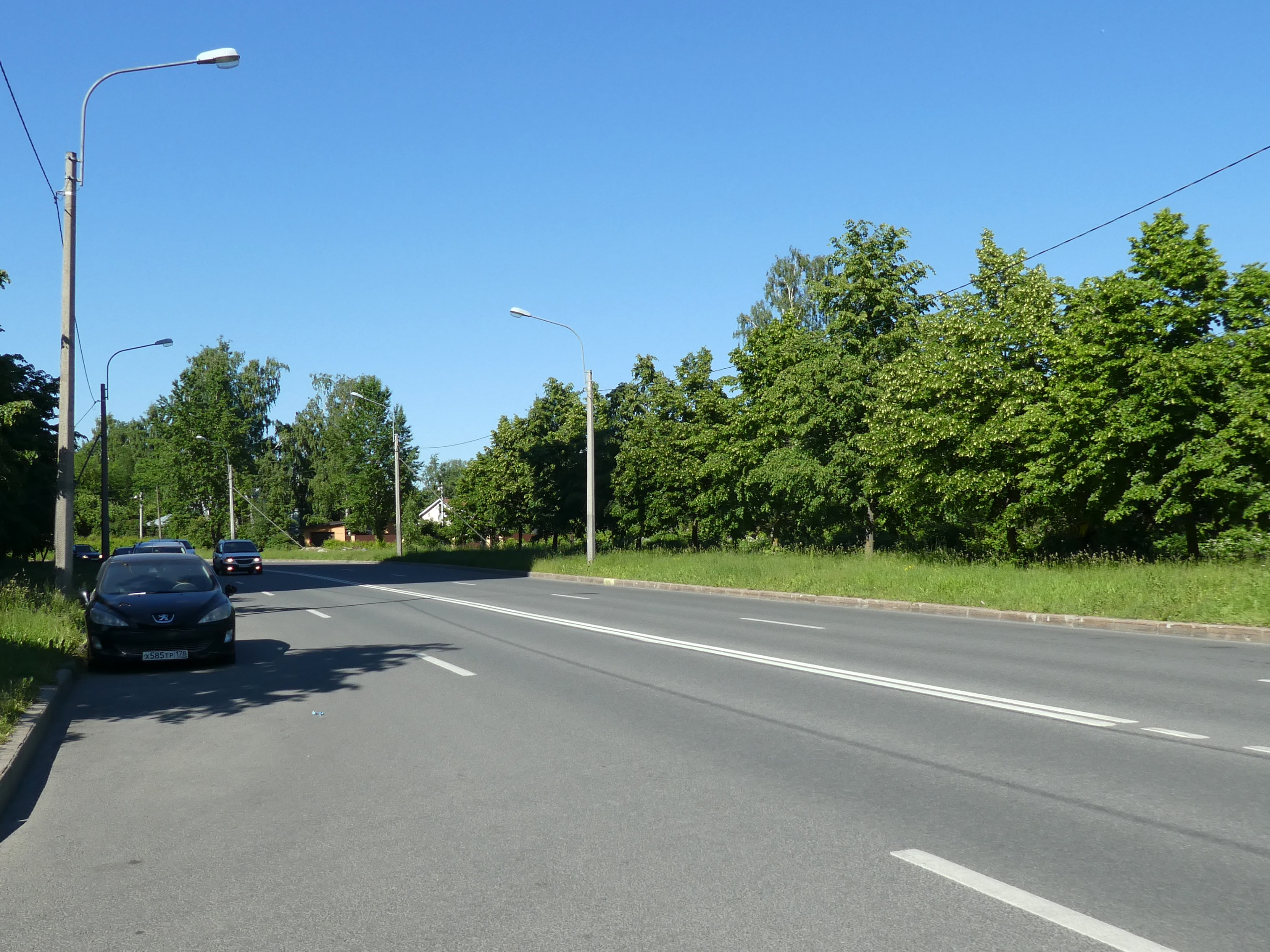
Афонская улица близ пересечения с улицей Щербакова

Улица получила название 7 июля 1993 года в честь Афонского монастыря.
Афонская улица проходит по территории, где до 1960-х годов располагалось подсобное хозяйство психиатрической больницы имени Скворцова-Степанова. При выборе названий было предложено несколько вариантов: «4-я Утиная улица» (в Коломягах уже были три Утиные улицы), «Улица Александра III» (он принимал участие в создании больницы). В итоге улица получила название в память об иконе[какой?], хранящейся в церкви Святого Пантелеймона при психолечебнице. Аргументом в пользу такого названия стало то, что в Коломягах и Удельной принято называть улицы именами городов, а «Афон является культурным центром Греции и всего православного мира». Официально в решении о наименовании улицы говорилось: «… в ознаменование многовековых духовных и культурных связей между Россией и Афонским монастырём».

## Пересечения
С юга на север (по увеличению нумерации домов) Афонскую улицу пересекают следующие улицы:
- улица Аккуратова — Афонская улица примыкает к ней;
- Поклонногорская улица — пересечение;
- Вербная улица — примыкание;
- Главная улица — примыкание;
- 2-я Утиная улица — примыкание;
- улица Щербакова — примыкание;
- Первомайский проспект — примыкание;
- Афанасьевская и Большая Десятинная улицы — за их стыком Афонская улица переходит в Десятинный переулок.

## Транспорт
Ближайшая станция метро — «Удельная» (около 600 м по прямой от начала улицы). На расстоянии около 1,3 км по прямой от конца улицы находится станция «Озерки». Обе станции расположены на 2-й (Московско-Петроградской) линии.
Автобусные маршруты: № 38, 40, 45, 134А, 134Б, 182, 219, 235, 237.
Напротив дома 24 располагается автобусное кольцо (маршруты № 45, 134А, 134Б и 182).
Ближайшие железнодорожные платформы — Удельная (около 500 м по прямой от начала улицы) и Озерки (около 600 м по прямой от конца улицы).

## Общественно значимые объекты
- Федеральное государственное бюджетное учреждение «Северо-Западный федеральный медицинский исследовательский центр им. В. А. Алмазова» Министерства здравоохранения Российской Федерации — улица Аккуратова, дом 2 (вблизи начала Афонской улицы);
- Институт декоративно-прикладного искусства — дом 2[7];
- автошкола № 3 — дом 5 / улица Аккуратова, дом 6;
- Городская психиатрическая больница № 3 им. И. И. Скворцова-Степанова (у пересечения с Поклонногорской улицей) — Фермское шоссе, дом 36;
- Дом-интернат для престарелых и инвалидов № 1 — Поклонногорская улица, дом 52;
- торгово-бытовой комплекс «Афонский» — дом 25, литера А (у примыкания Главной улицы);
- школа № 253 — Новоколомяжский проспект, дом 4, корпус 4;
- детский сад № 34 — Афанасьевская улица, дом 6, корпус 2.